# Joseph Freeman
Joseph Freeman, född 7 oktober 1897 i Piratin, Guvernementet Poltava, död 8 augusti 1965 i New York, var en amerikansk författare.
Joseph Freeman var född i Ryssland, kom till USA 1904 och växte upp i Brooklyns slumkvarter. Han studerade vid Columbia University, var journalist och arbetade för förlag, var efter första världskriget korrespondent i Paris och London men återvände till USA 1921. Freeman blev tidigt socialist, uppträdde som agitator och skrev kritik i marxistisk anda. Han var med och grundade vänstertidskriften New Masses 1926, som han senare skulle bli redaktör för, var 1926–1927 i Moskva, därefter en tid i Tyskland, och kom 1929 som korrespondent till Mexiko. Från 1933 var han en av ledarna för den antinazistiska propagandan i USA. Freeman utgav Dollar Diplomacy: A Study in American Imperialism (tillsammans med Scott Nearing, 1925), Voices of October (1930), en studie över sovjetrysk konst och litteratur, The Soviet Worker: An Account of the Economic, Social and Cultural Status of Labor in the USSR (1932), An American Testament: A Narrative of Rebels and Romantics (1936), Never Call Retreat (1943) och The Long Pursuit (1947).